# La vuole lui... lo vuole lei
La vuole lui... lo vuole lei è un film italiano del 1967 diretto da Mario Amendola sotto lo pseudonimo di Jacobs Irving.